# Кратеропа чорноголова
Кратеро́па чорноголова (Turdoides reinwardtii) — вид горобцеподібних птахів родини Leiothrichidae. Мешкає в Західній Африці і Центральній Африці. Вид названий на честь голландського ботаніка Каспара Рейнвардта.

## Опис
Довжина птаха становить 25-26 см. Верхня частина тіла темно-сіро-коричнева. Голова темно-бура, горло біле, навколо очей білі кільця. Нижня частина тіла білувата, груди поцятковані темними плямками, боки охристі.

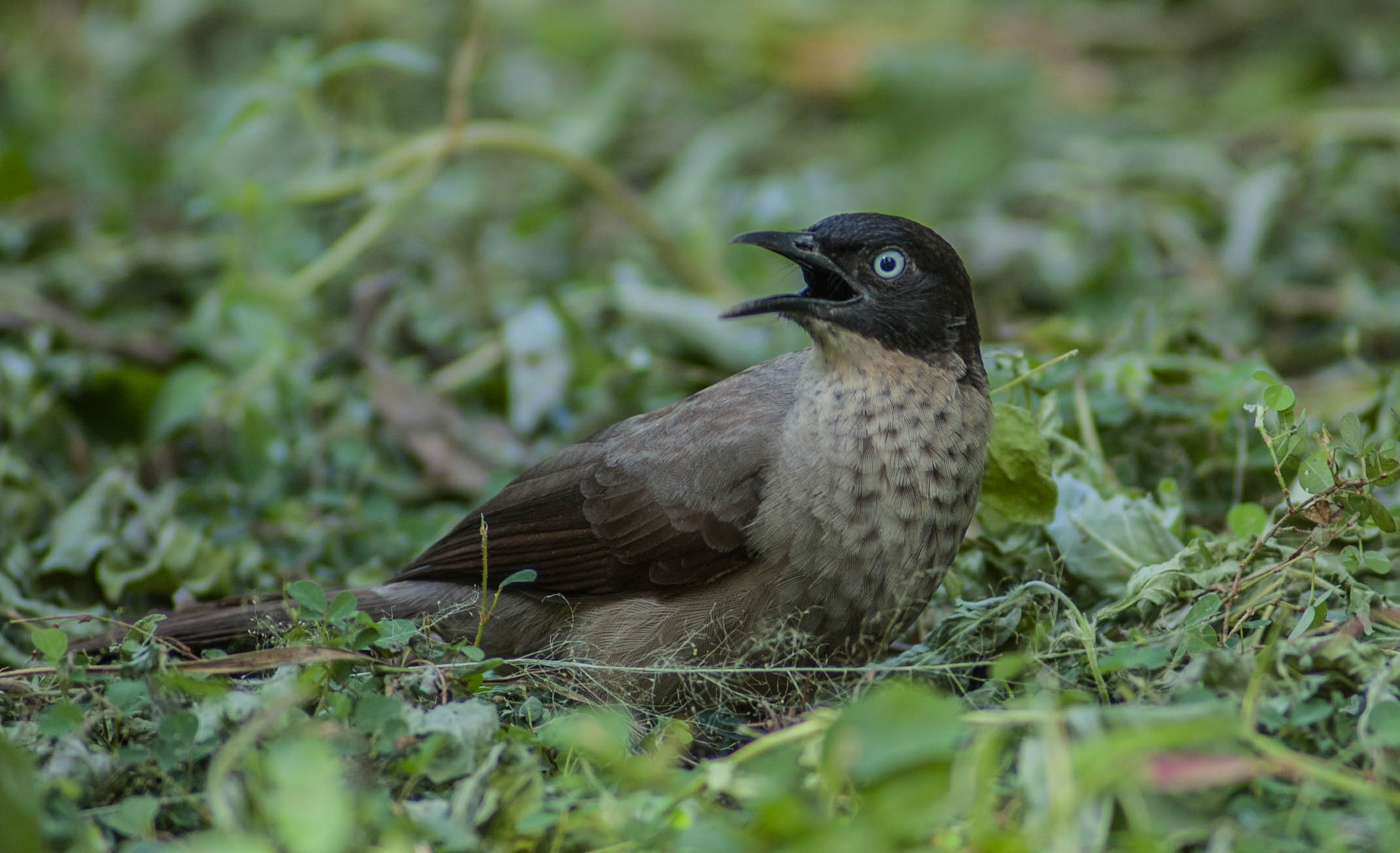
Чорноголова кратеропа

## Підвиди
Виділяють два підвиди:
- T. r. reinwardtii (Swainson, 1831) — від Сенегалу до Сьєрра-Леоне;
- T. r. stictilaema (Alexander, 1901) — від Кот-д'Івуару до ЦАР і північних районів ДР Конго.

## Поширення і екологія
Чорноголові кратеропи живуть в сухих тропічних лісах, чагарникових заростях і саванах, в прибережних заростях і на болотах. Зустрічаються на висоті до 1000 м над рівнем моря.

## Поведінка
Чорноголові кратеропи живуть зграйками по 4-12 птахів. Живляться комахами і плодами. В кладці 2-3 яйця. Чорноголовим кратеропам притаманний колективний догляд за пташенятами.